# 舒尔补
在线性代数与矩阵论中，一个矩阵的子矩阵之舒尔补是一个与其余子阵同样大小的矩阵，定义如下：假设一个 (p+q)×(p+q)的矩阵M被分为A, B, C, D四个部分，分别是p×p、p×q、q×p以及q×q的矩阵，也就是说：
{\displaystyle M=\left[{\begin{matrix}A&B\\C&D\end{matrix}}\right]}
并且D是可逆的矩阵。则D在矩阵中的舒尔补是：
{\displaystyle A-BD^{-1}C.}
这是一个p×p的矩阵。
舒尔补得名于数学家伊赛·舒尔，后者用舒尔补来证明舒尔引理。然而，舒尔补的概念在之前就曾经被使用过。

## 背景
舒尔补实际上是对原来的矩阵M进行一系列的初等变换操作后得到的矩阵，其转换矩阵是下三角矩阵：
{\displaystyle L=\left[{\begin{matrix}I_{p}&0\\-D^{-1}C&D^{-1}\end{matrix}}\right].}
其中Ip表示一个p×p的单位矩阵。矩阵M右乘转换矩阵L之后，左上角就会出现舒尔补，具体的形式是：
{\displaystyle M\cdot L=\left[{\begin{matrix}A&B\\C&D\end{matrix}}\right]\left[{\begin{matrix}I_{p}&0\\-D^{-1}C&D^{-1}\end{matrix}}\right]=\left[{\begin{matrix}A-BD^{-1}C&BD^{-1}\\0&I_{q}\end{matrix}}\right].}
因此，矩阵M的逆，如果存在的话，可以用{\displaystyle D^{-1}}以及其舒尔补（如果存在的话）来表示：
{\displaystyle \left[{\begin{matrix}A&B\\C&D\end{matrix}}\right]^{-1}=\left[{\begin{matrix}I&0\\-D^{-1}C&D^{-1}\end{matrix}}\right]\left[{\begin{matrix}(A-BD^{-1}C)^{-1}&0\\0&I\end{matrix}}\right]\left[{\begin{matrix}I&-BD^{-1}\\0&I\end{matrix}}\right]}
{\displaystyle =\left[{\begin{matrix}\left(A-BD^{-1}C\right)^{-1}&-\left(A-BD^{-1}C\right)^{-1}BD^{-1}\\-D^{-1}C\left(A-BD^{-1}C\right)^{-1}&D^{-1}+D^{-1}C\left(A-BD^{-1}C\right)^{-1}BD^{-1}\end{matrix}}\right].}
当p和q都等于1（即A、B、C和D都是系数）时，我们可以得到一般的2 × 2的矩阵的逆矩阵表达式：
{\displaystyle M^{-1}={\frac {1}{AD-BC}}\left[{\begin{matrix}D&-B\\-C&A\end{matrix}}\right]}
这也说明了{\displaystyle AD-BC}是非零的数。

## 在矩阵方程求解中的应用
舒尔补很自然地可以在如下的方程组求解中发挥作用：
{\displaystyle Ax+By=a}
{\displaystyle Cx+Dy=b}
其中x以及a是p维的列向量，而y以及b则是q维的列向量。矩阵A、B、C、D则同上面假设。将第二个方程左乘上矩阵{\displaystyle BD^{-1}}，并将得到后的方程与第一个相减，就得到：
{\displaystyle (A-BD^{-1}C)x=a-BD^{-1}b.\,}
因此，如果可以知道D以及D的舒尔补的逆矩阵，就可以解出未知量x之后带入第二个方程{\displaystyle Cx+Dy=b}就可以解出y。这样，就将{\displaystyle (p+q)\times (p+q)}矩阵的求逆问题转化成了分别求解一个p×p矩阵以及一个  q×q矩阵的逆矩阵的问题。这样就大大减低了复杂度（计算量）。实际上，这要求矩阵D满足足够好的条件，以使得算法得以成立。

## 概率论和统计学中的应用
假设有分别属于Rn以及Rm的随机列向量X, Y  ，并且Rn+m中的向量对 (X, Y)具有多维正态分布，其方差矩阵是对称的正定矩阵
{\displaystyle V=\left[{\begin{matrix}A&B\\B^{T}&C\end{matrix}}\right].}
那么X在Y给定时的条件方差是矩阵C在V中的舒尔补：
{\displaystyle \operatorname {var} (X\mid Y)=A-BC^{-1}B^{T}.}